# Castiello de Guarga
Castiello de Guarga – miejscowość w Hiszpanii, w Aragonii, w prowincji Huesca, w comarce Alto Gállego, w gminie Sabiñánigo.
Według danych INE z 1999 roku miejscowość zamieszkiwały 4 osoby. Wysokość bezwzględna miejscowości jest równa 960 metrów.